# Транспорт у Братиславі
Транспорт Братислави, через географічне положення в Центральній Європі, є природним перехрестям для міжнародних торгових перевезень.  
Давні різні торгові шляхи перетинали територію сьогоднішньої Братислави. Сьогодні Братислава - це автомобільний, залізничний, водний шлях та вузол дихальних шляхів. 

## Дорога

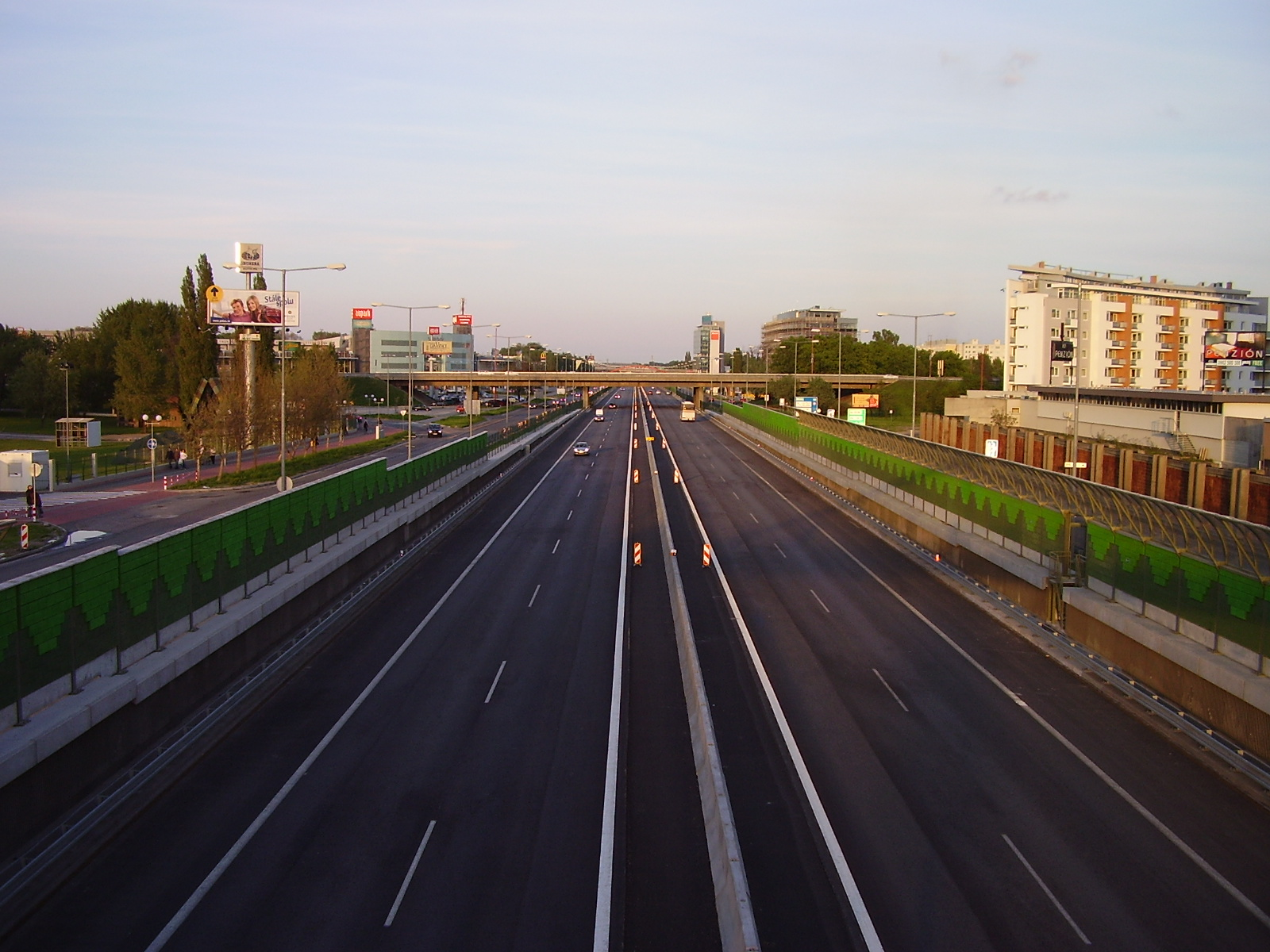
Автострада D1 у Братиславі

Братислава є великим міжнародним транспортним вузлом. Аавтомагістраль D1 з'єднує Братиславу з Трнавою, Жиліною, Нітрою, Тренчином  і далі, а автомагістраль D2, що рухається в напрямку північ-південь, з'єднує його з Брно, Прагою та Будапештом на півночі - південний напрямок. Будівництво Автостради D4 (зовнішня об’їзна дорога ), яка була відкрита в1999р., посилила систему міських магістралей.
Автострада А6 до Відня, яка була відкрита 19 листопада 2007 р., з'єднує Словаччину безпосередньо з австрійською автомагістраллю.
В даний час через Дунай стоять п’ять мостів:  Новий Мост, міст Лафранконі, Старий Мост, Приставний Мост та  Мост Аполлон.
У наш час Братислава переживає різке збільшення дорожнього руху і посилення тиску на дорожню мережу. Мережа міста виконана на радіально-круговій формі. У Братиславі зареєстровано близько 200 000 автомобілів. Це становить приблизно одну машину на 2 жителів.
Центральний автовокзал Bratislava  розташований в Нивах околиць Ružinov району м Братислави. Він служить головним вузлом як внутрішнього, так і міжнародного міжміського автобусного сполучення для району Словаччини. У місті є численні інші, набагато менші автовокзали та автобусні зупинки.

## Залізничний

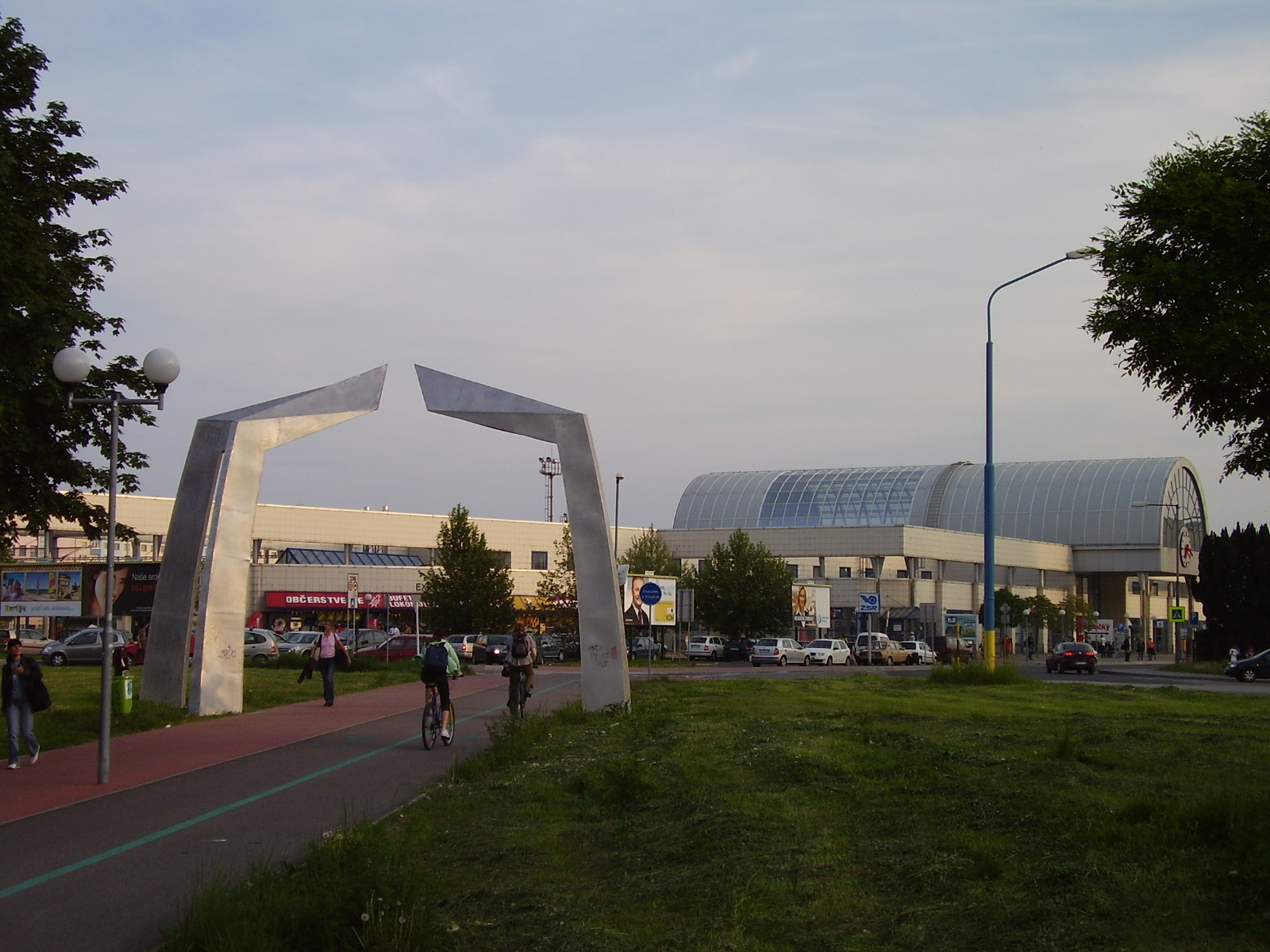
Залізнична станція Братислава-Петржалка

Перша залізниця у всьому Королівстві Угорщина була побудована в 1840 р., а потім у 1846 р. Продовжена до Трнави та Сереня  Парова тяга була введена в 1848 році з посиланням на Відень і в 1850 році з посиланням на Будапешт .
Братислава - це залізничний вузол, який має 7 залізничних напрямків. Залізничними лініями Братислава з'єднана з Мархегга, Бржецлава, Трнави,Комарно, Галанти, Хеґєшалома та Парндорфа. Головний залізничний вокзал знаходиться на краю Старого міста. Він має  лінії, які з'єднують його з Чехією, Австрією, Німеччиною та рештою Словаччини, а також з прямими послугами Угорщиною до Польщі, Росії, Білорусі, Хорватії ( Загреб ), та України. Є важлива залізнична станцієя Петржалка, яка з'єднує Братиславу з Австрією. Є також багато приміських станцій: Devínske Jazero, Девінська Nová Ves, Lamač, Železná studienka, Виноград, АКАР, Vychod, Vajnory, Rusovce, Нове Мєсто, Podunajské Біскупіце, Vrakuňa, UNS і скасовані станції Девінська Nová Ves Zastávka, Ниви, Копчани, Яровце, Чуново та Петржалка -Мост .

## Повітря

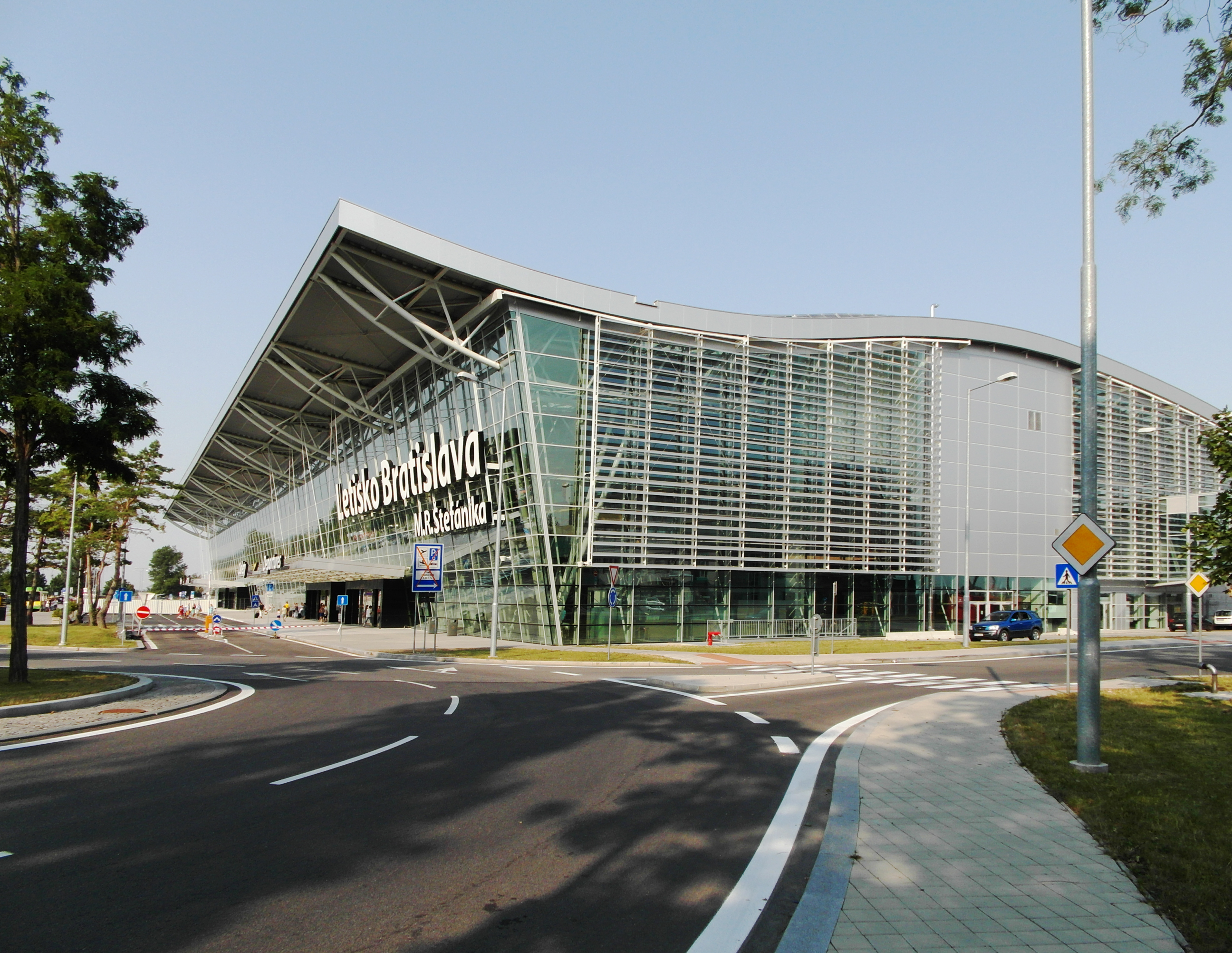
Аеропорт Братислави

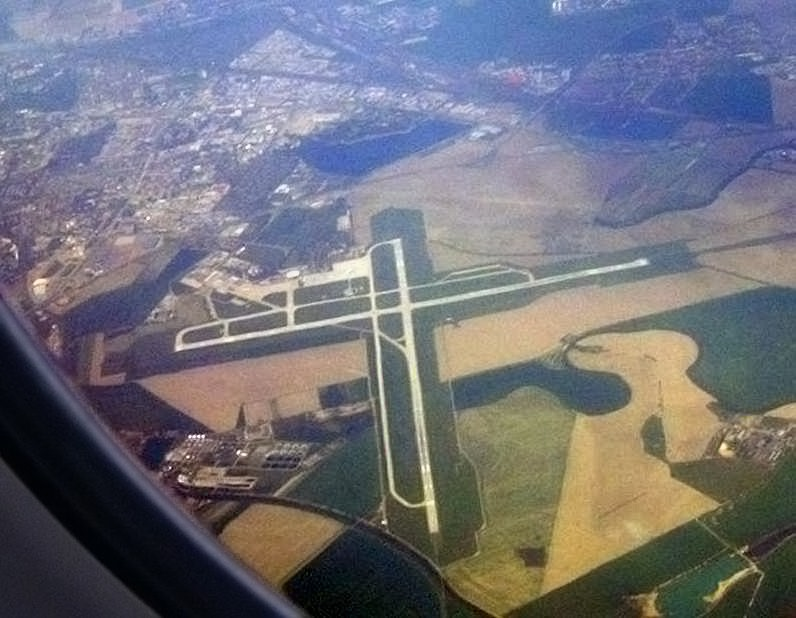
Аеропорт Братислави з повітря

Аеропорт Братислави " MR Štefánik" названий на честь генерала Мілана Растислава Штефаніка. Він  є головним міжнародним аеропортом Словаччини. Він знаходиться в 9 кілометрах (5,59 ми) на північний схід від центру міста. Аєропорт обслуговує цивільні та урядові, регулярні та позапланові внутрішні та міжнародні рейси. Нинішні злітно-посадкові смуги підтримують посадку всіх поширених типів літаків. В останні роки аеропорт насолоджувався швидко зростаючим пасажиропотоком; він обслуговував 279 028 пасажирів у 2000 році, 1 937 642 у 2006 році та 2 024 142 у 2007 році  Братиславу також обслуговує Віденський міжнародний аеропорт. Він знаходиться за 49 км, (30мілі) на захід від центра міста.
До січня 2007 року в Братиславі діяв такожневеликий аеропорт Вайнори, який поступово руйнується. 
У Братиславі є такі вертодроми : 
| Зображення | Місцезнаходження                                                                      | Право власності   | Примітки |
| ---------- | ------------------------------------------------------------------------------------- | ----------------- | --- |
|            | Лікарня Крамаре - Nemocnica s poliklinikou L. Dérera Kramáre, на землі перед лікарнею | Лікарня Крамаре   | За часів комунізму це був єдиний вертодром у Братиславі . Гелікоптери також регулярно сідають на дах лікарні, що технічно не є вертодромом. |
|            | Готель Kempinski Bratislava River park, дах                                           | J&T Real Estate   | Побудований у 2010 році, він розташований у річковому парку біля Дунаю . Це єдиний приватний вертодром, що використовується у Словаччині, інші 8 використовуються виключно авіаційно-рятувальною службою.                                                                 |
|            | Національний банк Словаччини, дах                                                     | невідомо          | Відкритий 23 травня 2002 року, він розташований на вулиці Митна, поруч із будівлею Словацького радіо . Вертодром був побудований лише для одномоторних вертольотів, яким заборонено літати над Братиславою, що робить вертолітний майданчик непридатним для використання. |
|            | Готель DoubleTree by Hilton, дах                                                      | Tehelné pole, sro | Відкритий у квітні 2011 року, він розташований на вулиці Трнавська, поруч з новою ареною "Ондрей Непела" . Вертолітний майданчик був побудований, але заборонено через рівень шуму та офіційно він не працює.                                                             |

Вертольоти можуть сідати на будь-яку землю або дах у Братиславі, доки пілот вважає таке місце безпечним. Пілот також повинен мати дозвіл власника на посадку. Луг перед лікарнею Ружинова зазвичай використовується для висадки вертольотів аварійної служби, незважаючи на відсутність будь-якого опису.
Повітряний простір над Братиславою розділено на дві частини: радіус приблизно 20 кілометрів навколо аеропорту імені М.Р.Штефаніка, де пілоти повинні звітувати диспетчерам повітряного руху та решті міста. Заборонено літати над Братиславою вночі, але рейси все ж відбуваються і залишаються безкарними. 

## Річка
Порт Братислави - один із двох міжнародних річкових портів Словаччини. Порт з'єднує Братиславу з міжнародними судноплавними перевезеннями.  Крім того, туристичні лінії курсують з пасажирського порту Братислави, включаючи маршрути до Девіна, Відня та інших місць.

## Публічний транспорт

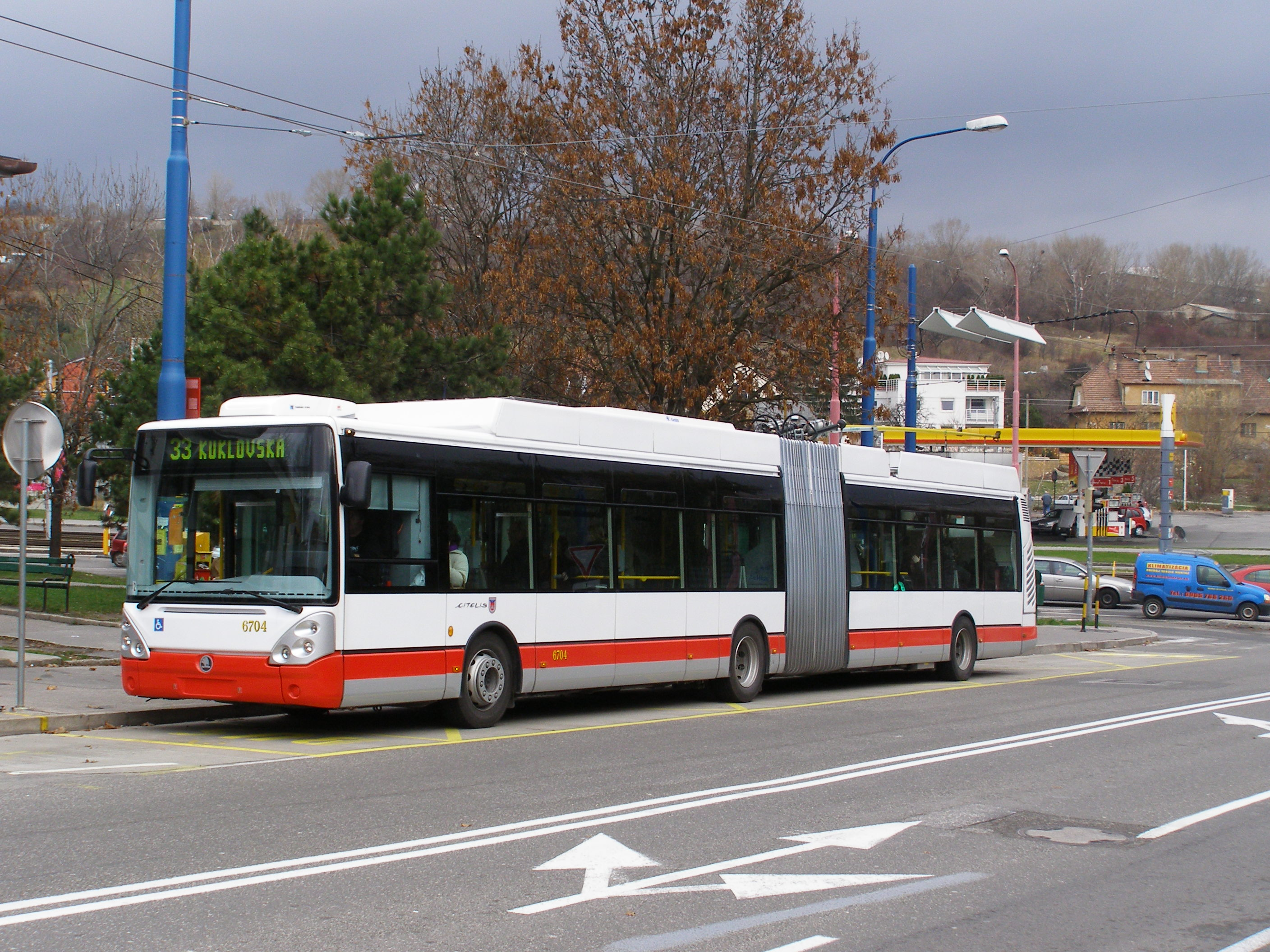
Дуобус (тролейбус у поєднанні з автобусом) на лінії 33 у Рив'єрі (стара назва: Molecova) (Riviéra (old name: Molecova) автобусна зупинка

Уромадським  гранспортом  керує Dopravný podnik Bratislava, міська компанія. Транспортна система відома як Mestská hromadná doprava (MHD, муніципальний громадський транспорт). Історія громадського транспорту розпочалася в 1895 році, з відкриття першого трамвайного маршруту. 
Автобуси покривають майже все місто і їздять до найвіддаленіших районів та районів, у деяких випадках є 60 щоденних маршрутів, 20 нічних маршрутів та інші маршрути. Трамваї (трамваї) проїжджають 13 широко використовуваних приміських маршрутів. 13 маршрутів  тролейбусів служать додатковим транспортним засобом.   Додаткова послуга, Братиславський інтегрований транспорт ( Bratislavská integrovaná doprava ), зв’язує залізничні та автобусні маршрути по місту з пунктами за його межами.
Основними транспортними вузлами являються головний залізничний вокзал Братислави, Трнавське мито, Патронка, Рачанське митота Мост СНП (Новий міст ).